# Флаг городского округа Серебряные Пруды
Флаг муниципального образования городской округ Серебряные Пруды Московской области Российской Федерации — опознавательно-правовой знак, служащий официальным символом муниципального образования.
Флаг учреждён 4 октября 1999 года как флаг муниципального образования «Серебряно-Прудский район» и внесён в Государственный геральдический регистр Российской Федерации с присвоением регистрационного номера 569.
1 ноября 2010 года данный флаг был утверждён официальным символом Серебряно-Прудского муниципального района.
Законом Московской области от 26 октября 2015 года № 179/2015-ОЗ, все муниципальные образования Серебряно-Прудского муниципального района — городское поселение Серебряные Пруды, сельские поселения Мочильское, Узуновское и Успенское — были преобразованы, путём их объединения, в городской округ Серебряные Пруды.
15 июня 2016 года, решением Совета депутатов городского округа Серебряные Пруды № 797/78, флаг Серебряно-Прудского района, утверждённый решением Совета депутатов 4 октября 1999 года № 90/15, стал официальным символом городского округа Серебряные Пруды.

## Описание
«Прямоугольное двухстороннее полотнище с отношением ширины к длине 2:3, диагонально разделённое волнистыми линиями на 4 части — верхнюю и нижнюю — зелёного, у древка и у свободного края — белого цвета. В центре верхней части — вертикально расположенный жёлтый серп с чёрной рукояткой, в центре нижней — вертикально расположенный жёлтый бердыш на чёрном древке. В центре пересечения диагоналей — голубой осётр, повёрнутый к древку».

## Обоснование символики
Флаг разработан на основе герба, который языком символов и аллегорий гармонично отражает историю развития Серебряно-Прудского муниципального района, его название, природные и экономические особенности.
Белые волнистые части флага указывают на название муниципального района — Серебряно-Прудский.
Голубой осётр символизирует протекающую через район реку Осётр.
Серп в зелёном поле отражает основную сельскохозяйственную деятельность жителей, ставшую основой экономического развития района.
Бердыш напоминает о том, что центр района — посёлок Серебряные Пруды в старину были основаны как сторожевой острог.
Белый цвет (серебро) — символ чистоты, совершенства, мира и взаимопонимания.
Жёлтый цвет (золото) — символ урожая, богатства, стабильности, уважения и интеллекта.
Зелёный цвет — символ природы, здоровья, молодости, жизненного роста.
Голубой цвет (лазурь) — символ чести, благородства, духовности; цвет водных просторов и бескрайнего неба.

## См. также

Флаги муниципальных образований Серебряно-Прудского муниципального района
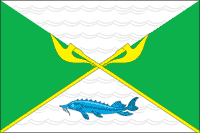
Флаг городского поселения Серебряные Пруды
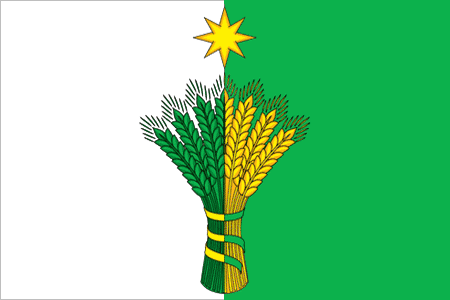
Флаг сельского поселения Мочильское
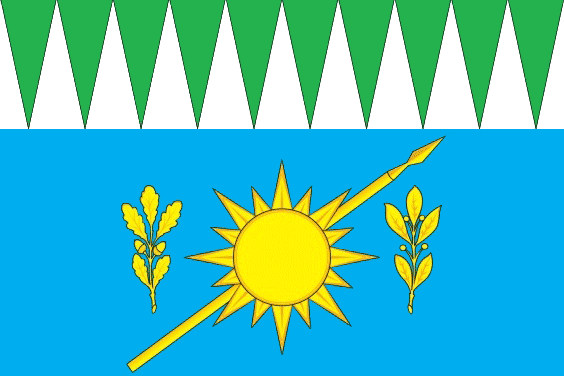
Флаг сельского поселения Узуновское
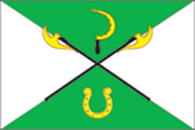
Флаг сельского поселения Успенское